# Nigel Barrie
Nigel Barrie est un acteur britannique né le 5 février 1889 à Calcutta, alors en Inde britannique, et mort le 8 octobre 1971 en Afrique du Sud.

## Biographie
Barrie commence sa carrière artistique comme danseur et acteur sur scène avant de la poursuivre dans le cinéma muet.
Il a fait ses débuts à l'écran dans le film à épisodes Beatrice Fairfax en 1916.
Après avoir joué l'amoureux de Marguerite Clark dans la série des Babs de 1917, Barrie s'est lancé dans une longue carrière en tant que second rôle, incarnant l'homme élégant, parfois interprétant des méchants, avec des rôles allant du boxeur à l'amant romantique.
D'apparence de plus en plus respectable avec sa prestance naturelle et sa belle allure, l'acteur de 1m85 incarna plus tard le capitaine Halliwell dans Le Petit Ministre (1921) et fut le redoutable rival de Richard Barthelmess dans Un gentleman amateur (1926).
En 1918, Barrie s'est enrôlé dans le Royal Flying Corps
À l'avènement du son, Barrie a continué à jouer jusqu'en 1938, date à laquelle il a déménagé pour vivre en Rhodésie puis en Afrique du Sud où il mourut en 1971.

## Filmographie partielle

### Au cinéma
- 1917 : Bab's Matinee Idol de J. Searle Dawley : :  Carter Brooks
- 1917 : Bab's Burglar de J. Searle Dawley :  Carter Brooks
- 1917 : Bab's Diary de J. Searle Dawley :  Carter Brooks
- 1919 : Veuve par procuration (Widow by Proxy) de Walter Edwards : Lieutenant Steven Pennington
- 1919 : L'Étoile de cinéma (The Cinema Murder) de George D. Baker : Philip Romilly
- 1919 : The Better Wife de William P. S. Earle : Sir Richard Beverly
- 1920 : A Slave of Vanity de Henry Otto : Laurence Trenwith
- 1920 : L'Eau qui dort (The Turning Point) de J.A. Barry : James Edgerton
- 1920 : The Girl in the Web de Robert Thornby
- 1921 : The Little Fool de Phil Rosen
- 1922 : White Shoulders de Tom Forman : Clayborne Gordon
- 1922 : L'Eau qui dort (Heroes and Husbands) de Chester Withey : Walter Gaylord
- 1922 : Roman chinois (East Is West) de Sidney Franklin : Jimmy Potter
- 1922 : Peg de mon cœur (Peg o' My Heart) de King Vidor : Christian Brent
- 1925 : Le Rapide de l'amour (Blitzzug der Liebe) de Johannes Guter : Fred
- 1926 : Un gentleman amateur (The Amateur Gentleman) de Sidney Olcott
- 1927 : The Shield of Honor d'Emory Johnson
- 1927 : Husband Hunters de John G. Adolfi